# Lohse (Mondkrater)
Lohse ist ein Einschlagkrater auf der Mondvorderseite am östlichen Rand des Mare Fecunditatis, südlich des Kraters Langrenus und westlich von Lamé.
Der Krater ist stark erodiert und weist einen Zentralberg auf.
Der Krater wurde 1935 von der IAU nach dem deutschen Astronomen Wilhelm Oswald Lohse offiziell benannt.